# Ronald F. Scott
Ronald Fraser Scott (* 9. April 1929 in London; † 16. August 2005) war ein US-amerikanischer Bauingenieur für Geotechnik.
Scott wuchs in Perth (Schottland) auf und studierte an der University of Glasgow, wo er 1951 seinen Bachelorabschluss als Bauingenieur erhielt. Danach ging er ans Massachusetts Institute of Technology, wo er 1955 in Bodenmechanik promoviert wurde. Danach war er beim US Army Corps of Engineers, bei dem er sich in Grönland mit den Problemen von Permafrost-Böden befasste, und in einem Ingenieurbüro in Toronto, bevor er 1958 Assistant Professor am Caltech wurde. 1987 wurde er dort Hayman Professor und 1998 ging er in den Ruhestand.
Erdrutschen, Bodendynamik bei Erdbeben (zum Beispiel Liquefaktion), mariner Geotechnik, Mechanik gefrorener und auftauender Böden. Er entwickelte geotechnische Zentrifugen, die auch das Verhalten bei Erdbeben simulieren konnten.
Er war Gutachter beim Bruch des Baldwin Hills Damm in Los Angeles (1963) und beim Bluebird Canyon Erdrutsch in Laguna Beach 1978.
In den 1960er Jahren wurde er als Bodenmechanik Experte zur Klärung der damals strittigen Frage herangezogen, ob die Apollo Astronauten bei der Landung im Boden versinken würden. Er entwickelte Messinstrumente für die unbemannten Mondsonden Surveyor 3 und 7, die dies nach ihrer Landung auf dem Mond 1967 dahingehend klärten, dass der Mondboden sich eher wie feuchter Sand verhielt, wobei es dort natürlich weder Wasser noch Atmosphäre gab und die Korngrößen tatsächlich sehr feinem Staub entsprachen. Neil Armstrong äußerte beim ersten Betreten des Mondes 1969 gleich nach der Landung, er würde um nur etwa ein Achtel Zoll oder 0,3 cm einsinken, verursacht teilweise durch die geringe Schwerkraft auf dem Mond (Armstrongs Gewicht mit Ausrüstung entsprach einem Gewicht von 29 kg auf der Erde). Mit der Tiefe nahm die Festigkeit allerdings schnell zu, so dass die Astronauten Probleme hatten, ihre Fahnenstange tiefer als 6 bis 8 cm einzudrücken. Apollo 12 landete später in der Nähe der Surveyor 3 und brachte Scott die von ihm seinerzeit fernbediente Schaufel zurück zur Erde, worauf Scott bedauerte, sie beim letzten Einsatz nicht mehr gefüllt zu haben. Beim Mondlandeprogramm arbeitete er mit Ingenieuren des zum Caltech gehörenden Jet Propulsion Laboratory zusammen. Auch bei den Bodenproben-Testgeräten der Viking Sonden auf dem Mars 1976 war Scott beteiligt.
1974 wurde er in die National Academy of Engineering gewählt. Er erhielt den Huber Forschungspreis und den Thomas A. Middlebrooks Award der American Society of Civil Engineers (ASCE), erhielt deren Norman Medal und war 1983 deren Terzaghi Lecturer. 1987 war er Rankine Lecturer.
Er war verheiratet und hatte drei Söhne.

## Schriften
- Principles of Soil Mechanics, Addison-Wesley 1963
- mit Jack Schoustra: Soil Mechanics and Engineering, McGraw Hill 1968
- Foundation Analysis, Prentice Hall 1981